# Éparchie de Joubbé, Sarba et Jounieh des Maronites
L'éparchie de Joubbé, Sarba et Jounieh des Maronites (en latin : Eparchia Ioubbensis, Sarbensis et Iuniensis Maronitarum) est une éparchie de l'Église maronite érigée le 2 mai 1986. En 2009 elle comptait  385 258 baptisés. Son évêque est Mgr Bechara Boutros Rahi. 

## Territoire
L'éparchie étend sa juridiction sur les fidèles maronites résidant dans la partie centre-nord du gouvernorat du Mont-Liban. Son siège est la ville de Jounieh. Elle est subdivisée en 150 paroisses.

## Histoire
L'éparchie de Sabra a été érigée le 11 décembre 1959 par la bulle Orientalis Ecclesia du pape Jean XXIII, sur le territoire de l'éparchie de Damas. 
L'éparchie de Jounieh a été érigée le 4 août 1977.
L'éparchie de Joubbé a été érigée le 2 mai 1986. 
Le 9 juin 1990, les éparchies de Joubbé et de Sabra ont été réunies avec celle de Batroun. Le 5 juin 1999, les éparchies de Joubbé et Sabra ont été unies à celle de Jounieh, tandis que celle de Batroun est redevenue une circonscription ecclésiastique autonome.
L'éparchie est le siège propre du patriarche d'Antioche des Maronites.

## Liste des évêques

### Évêque de Sabra
- Michael Doumith † (11 décembre 1959 - 25 février 1989 décédé)
- Guy-Paul Njeim + (1989 - 2012).
- Paul Rouhana + (2012 - ...).

### Évêque de Jounieh
- Chucrallah Harb (4 août 1977 - 5 juin 1999 retraite)

### Évêque de Joubbé
- Nasrallah Pierre Sfeir (2 mai 1986 - 9 juin 1990)

### Évêque de Joubbé, Sabra et Batroun
- Nasrallah Pierre Sfeir (9 juin 1990 - 5 juin 1999)

### Évêques de Joubbé, Sabra et Jounieh
- Nasrallah Pierre Sfeir (5 juin 1999 - 26 février 2011 démission)
- Bechara Boutros Rahi (15 mars 2011 - )